# Rue du Temple-Neuf
La rue du Temple-Neuf (en alsacien : Nejkirichgass) est une voie de Strasbourg rattachée administrativement au quartier Centre. Elle va du no 1 de la place du Temple-Neuf à la rue du Dôme et doit son nom à l'église protestante du Temple-Neuf qu'elle longe au sud. Elle laisse sur sa droite la rue des Orfèvres et la rue du Sanglier.

## Histoire

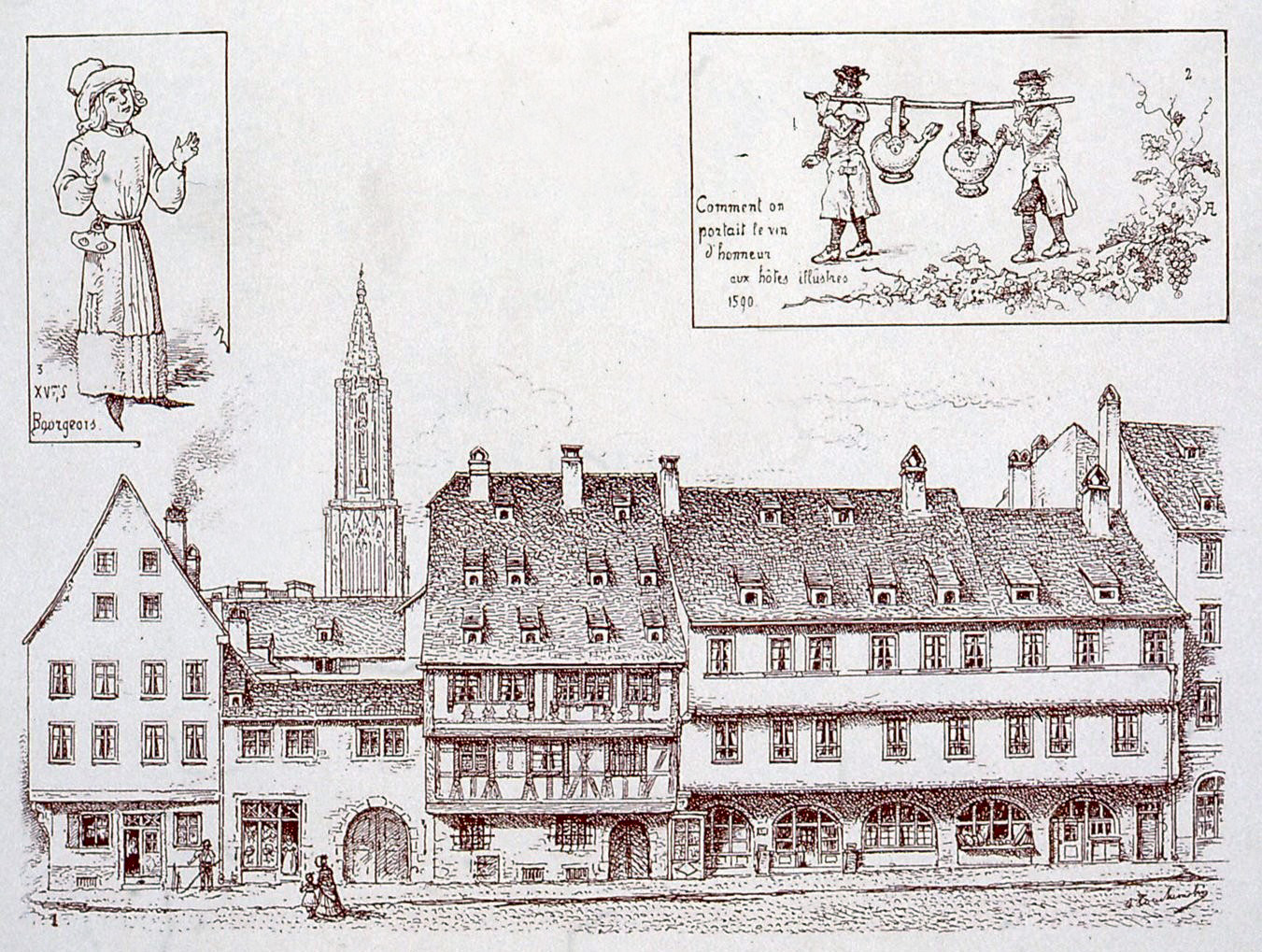
Alfred Touchemolin : la rue du Temple-Neuf en 1847.

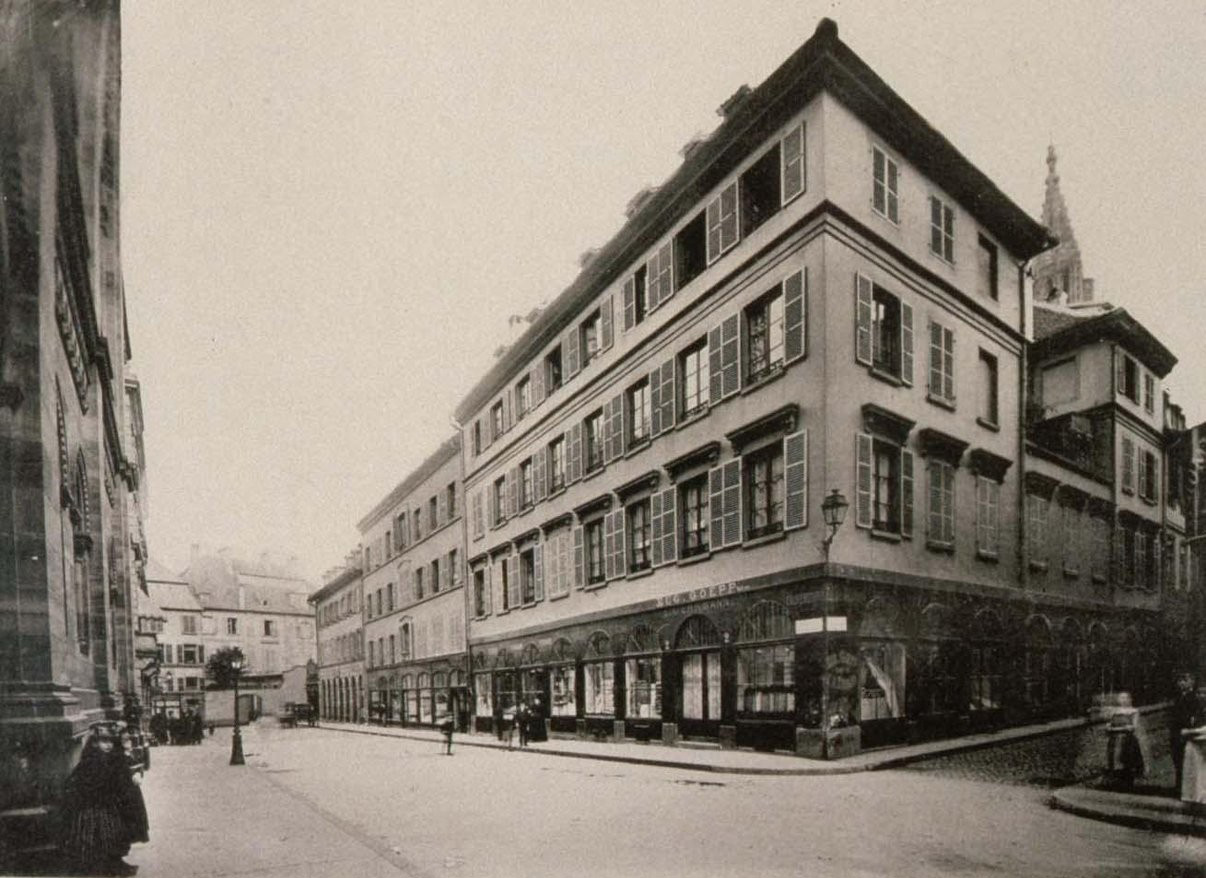
La Neukirchgasse en 1898.

Alors que la place devant l'église n'était encore qu'un enclos fermé faisant partie du couvent des Dominicains, l'actuelle rue du Temple-Neuf était considérée comme un prolongement de la rue des Orfèvres. Jusqu'en 1837, selon Adolphe Seyboth, « sept masures, semblables à celles qui déparaient jadis la Cathédrale, s'accrochaient aux murs du chœur du Temple-Neuf ». Ces boutiques abritaient diverses petites industries. Au moment de leur démolition, la ville fit placer des grilles à cet endroit. Depuis 1870, les nos 1 à 7 ont pris la place de l'ancien chœur, de l'ancienne entrée du gymnase protestant et d'un jardin qui faisait autrefois partie du couvent.

## Toponymie
Au fil des siècles, la rue a connu différentes dénominations, en allemand ou en français : Predigergasse (1276),  Bi den Predigern (1465), Hinter dem Predigerkloster (1580), Bei dem Collegio (XVIIIe siècle), Près du Temple-Neuf (1792),
Près la Place de l'Union (1793), Culbutes des Feuillants (1794), rue du Pélican (1794), petite place du Temple Neuf (1817), 
Bei dem Scharfen Eck (1825), rue du Temple Neuf (1849, 1856, 1918), rue derrière le Temple-Neuf (1857), Neukirchgasse (1872, 1940) et à nouveau rue du Temple-Neuf, après 1945.

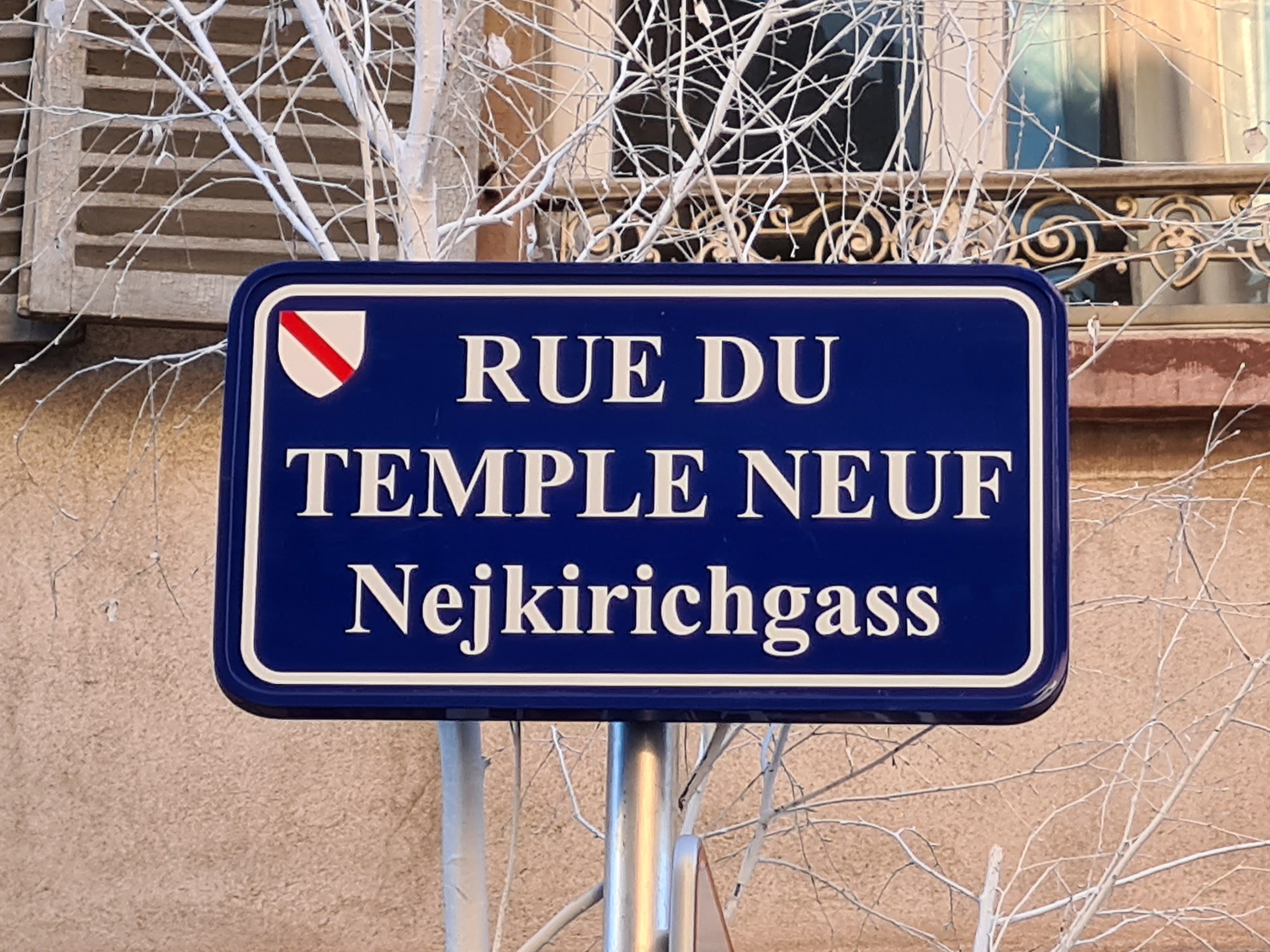
Plaque bilingue, en français et en alsacien.

Des plaques de rues bilingues, à la fois en français et en alsacien, sont mises en place par la municipalité à partir de 1995. C'est le cas de la Nejkirichgass.

## Bâtiments remarquables

### Numéros impairs
nos 1, 3, 5, 7Les numéros impairs sont des maisons wilhelmiennes du XIXe siècle. Le no 1 (et peut-être le no 3) a été réalisé en 1872 par Émile Salomon.

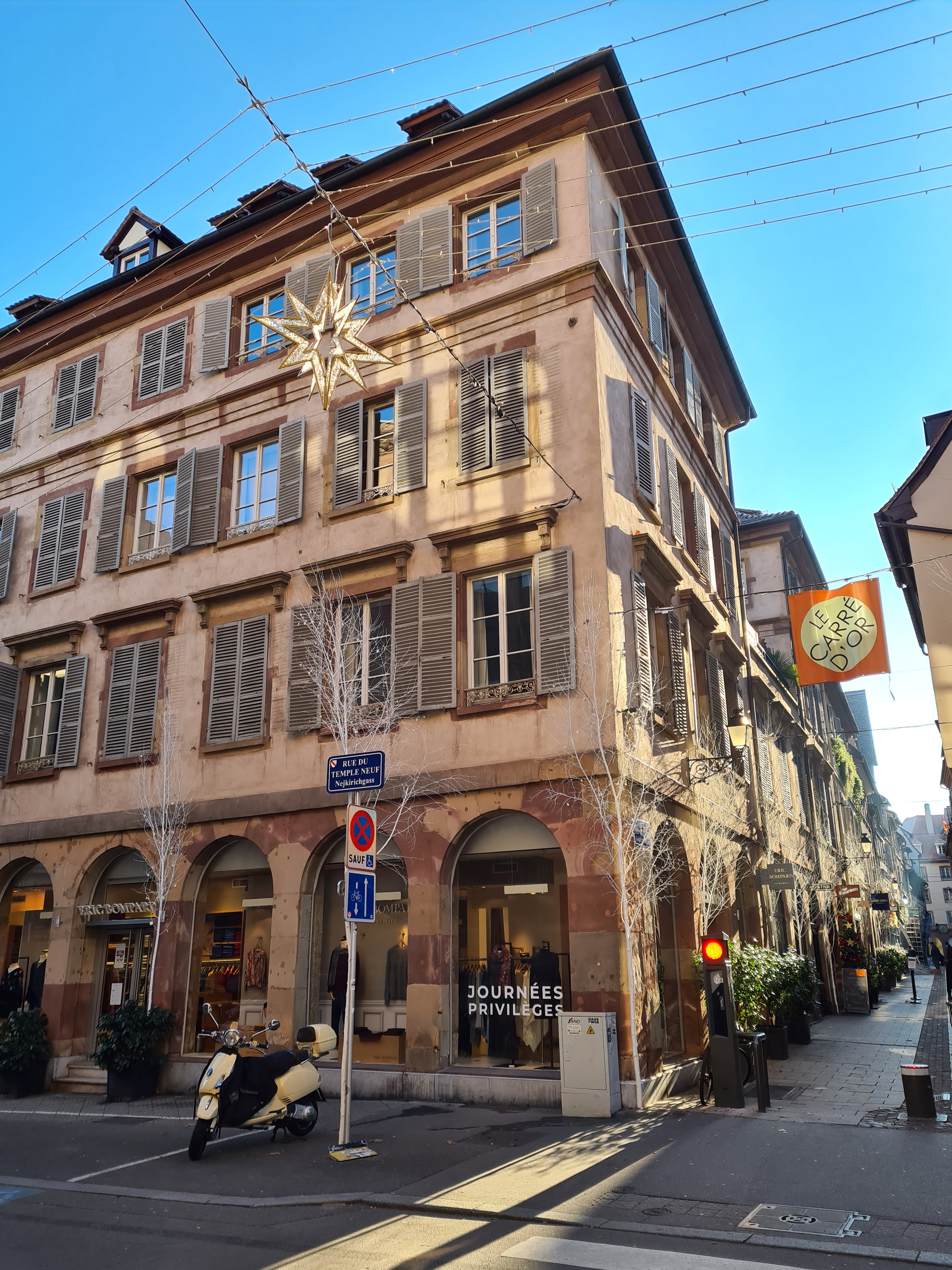
Le no 2, à l'angle de la rue des Orfèvres.

### Numéros pairs
no 2Un immeuble néo-classique construit en 1808 fait l'angle avec le no 1 de la rue des Orfèvres.
Au XIIIe siècle les deux maisons n'en formaient qu'une, qui abrita un collège des seize béguines, dit « Béguinage à la Tour » (Sammlung zum Thurn).

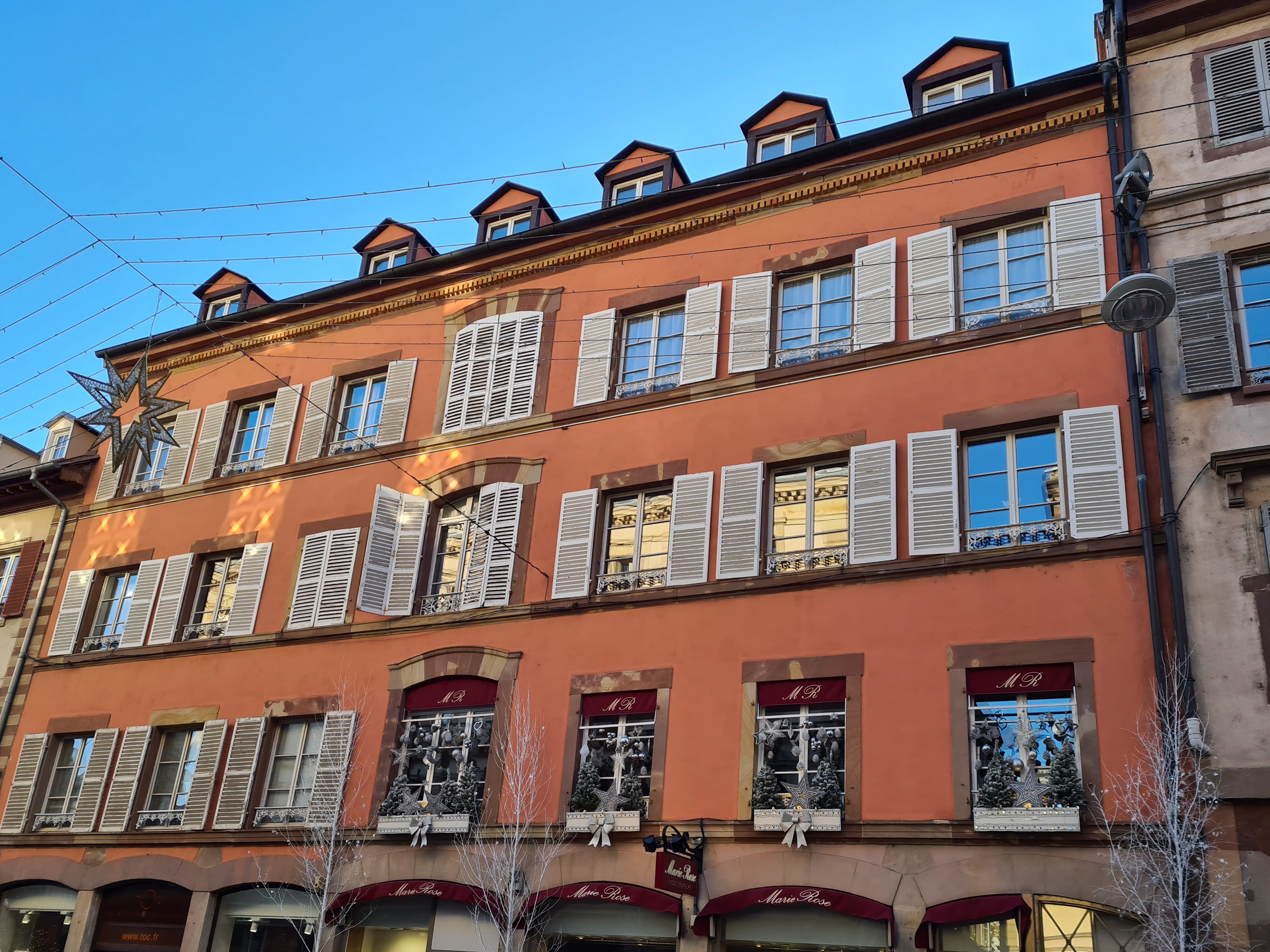
Façade du no 4.

no 4Du XIVe jusqu'au milieu du XVIe siècle, la maison est aux mains la famille noble des Hüffel. Par la suite elle appartient à plusieurs riches orfèvres. Une pâtisserie et une boulangerie l'occupent aussi pendant près d'un siècle.
Le peintre Alfred Touchemolin naît dans cette maison le 9 novembre 1829. À son retour à Strasbourg, après un séjour à Paris, il y ouvre un cours de dessin et de peinture qui n'est interrompu que par la guerre de 1870.

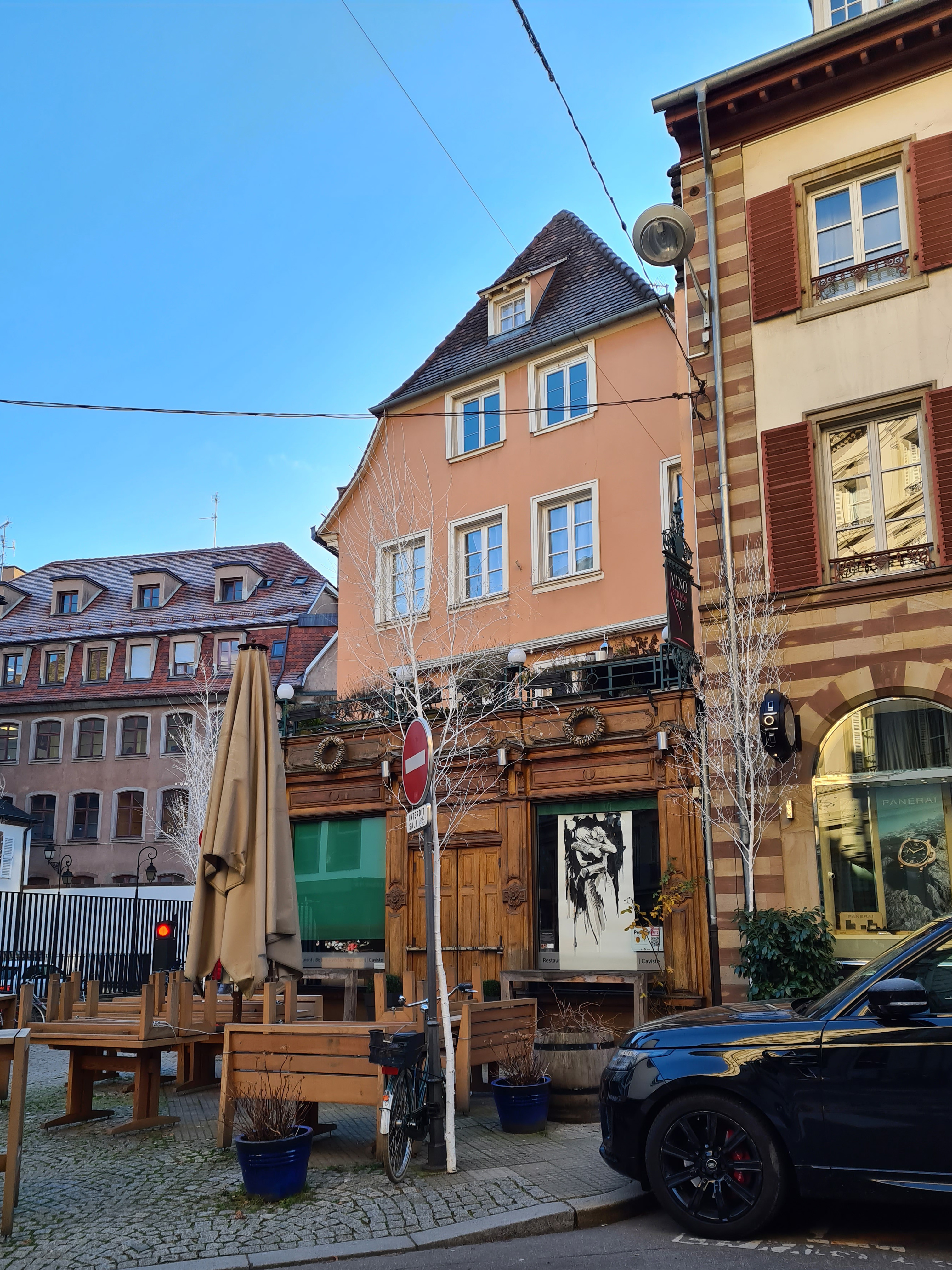
Le no 8, à l'angle de la rue du Sanglier.

Adolphe Seyboth décrit son atelier « aux murs couverts de croquis militaires, de scènes guerrières qui n'étaient pas sans faire contraste avec la grande aménité de l'artiste ».

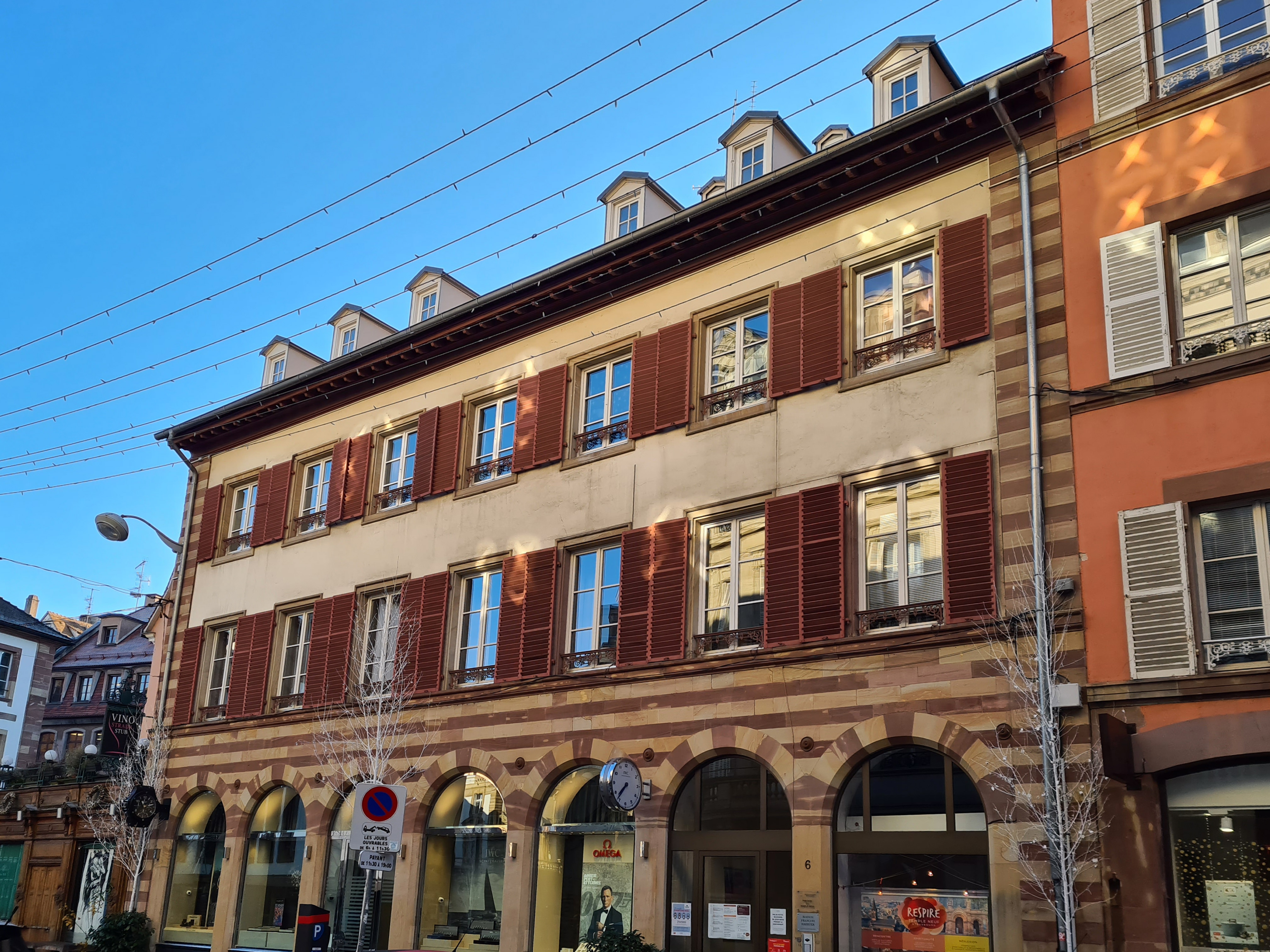
Façade du no 6.

no 8À l'angle avec le no 2 de la rue du Sanglier, l'édifice conserve quelques éléments datant du Moyen Âge. Un restaurant, Zum goldenen Lamm, y est mentionné en 1686.